# Stazione di San Giorgio (SFSS)
La stazione di San Giorgio era una stazione ferroviaria situata nelle campagne a nord est di Usini, lungo la linea Sassari-Alghero. Attiva sino agli anni novanta, fu sostituita da un impianto omonimo realizzato nelle vicinanze.

## Storia

La stazione nel secondo dopoguerra

Questa stazione venne realizzata alla fine dell'Ottocento dalla Società per le Strade Ferrate Secondarie della Sardegna, azienda che realizzò ed ebbe inizialmente in gestione le prime ferrovie pubbliche a scartamento ridotto dell'isola, compresa quella tra Sassari e Alghero: l'impianto di San Giorgio fu inaugurato proprio insieme alla linea il 1º aprile 1889, benché inizialmente adibito a fermata facoltativa.
Col passare degli anni l'impianto cambiò più volte gestione insieme alla ferrovia, passando nel 1921 alle Ferrovie Complementari della Sardegna e nel 1941 alle Strade Ferrate Sarde. Nonostante fosse situato in aperta campagna lo scalo di San Giorgio assunse man mano una certa importanza per la gestione del movimento nella prima parte della linea, essendo diventato l'unico scalo abilitato agli incroci ferroviari tra Sassari e Olmedo.

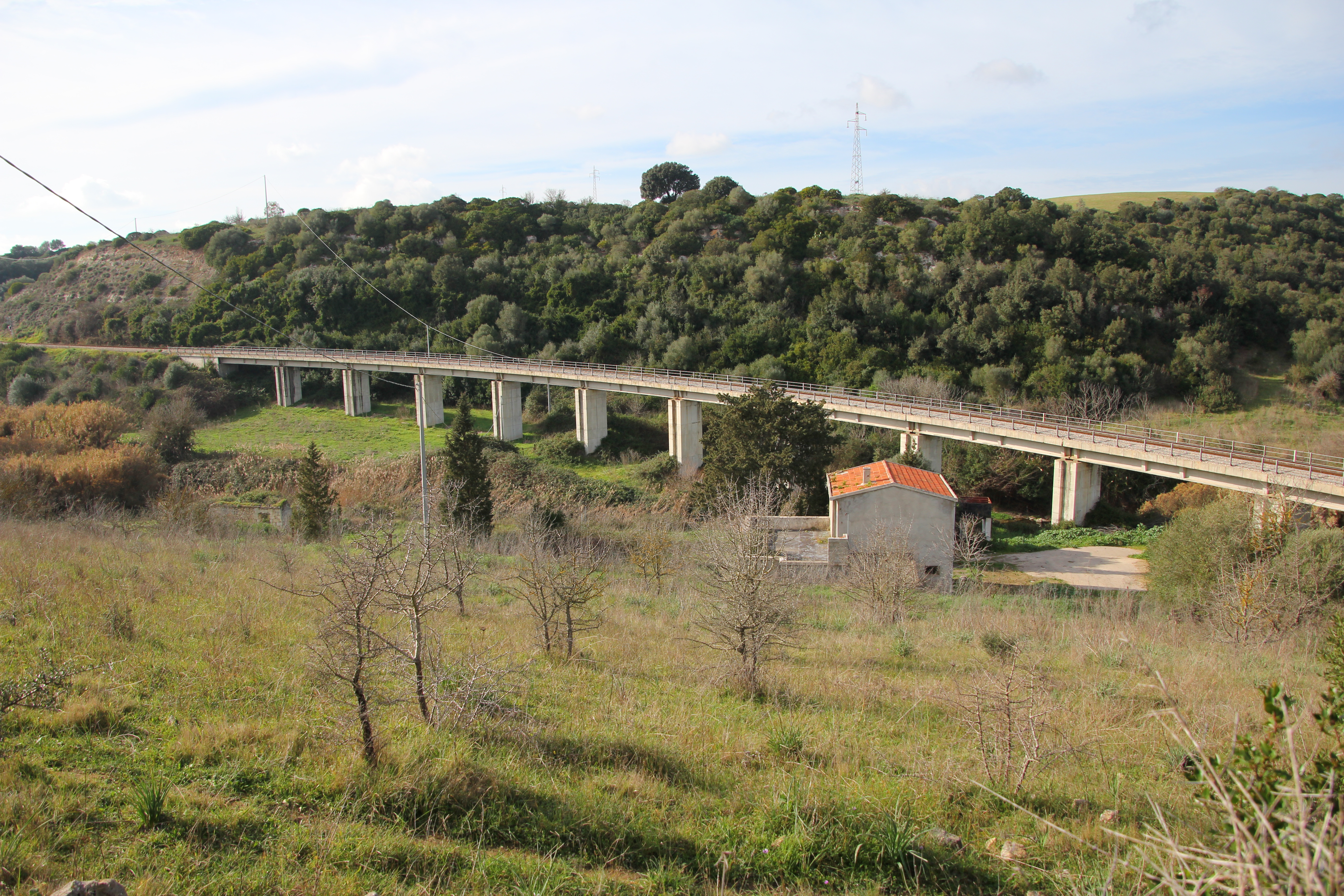
La realizzazione di una variante (passante sul viadotto) portò alla dismissione della stazione

Nel 1989 alle SFS subentra nell'amministrazione di ferrovia e stazione la gestione governativa delle Ferrovie della Sardegna: nel lustro successivo questo ente porterà avanti vari lavori di rettifica del tracciato della Sassari-Alghero, alcuni dei quali concentrati nelle vicinanze della stazione di San Giorgio, per cui fu decisa la soppressione stante la creazione di una variante (in parte su viadotto) che bypassava questo scalo. Per compensare questo fatto venne progettata e realizzata una nuova stazione a poco più di trecento metri di distanza dall'originale, che venne denominata anch'essa San Giorgio. A metà anni novanta con l'attivazione delle varianti di tracciato si ebbe anche lo spostamento dell'attività ferroviaria nella nuova stazione di San Giorgio, mentre l'impianto ottocentesco restò isolato dalla linea venendo abbandonato.

## Strutture e impianti

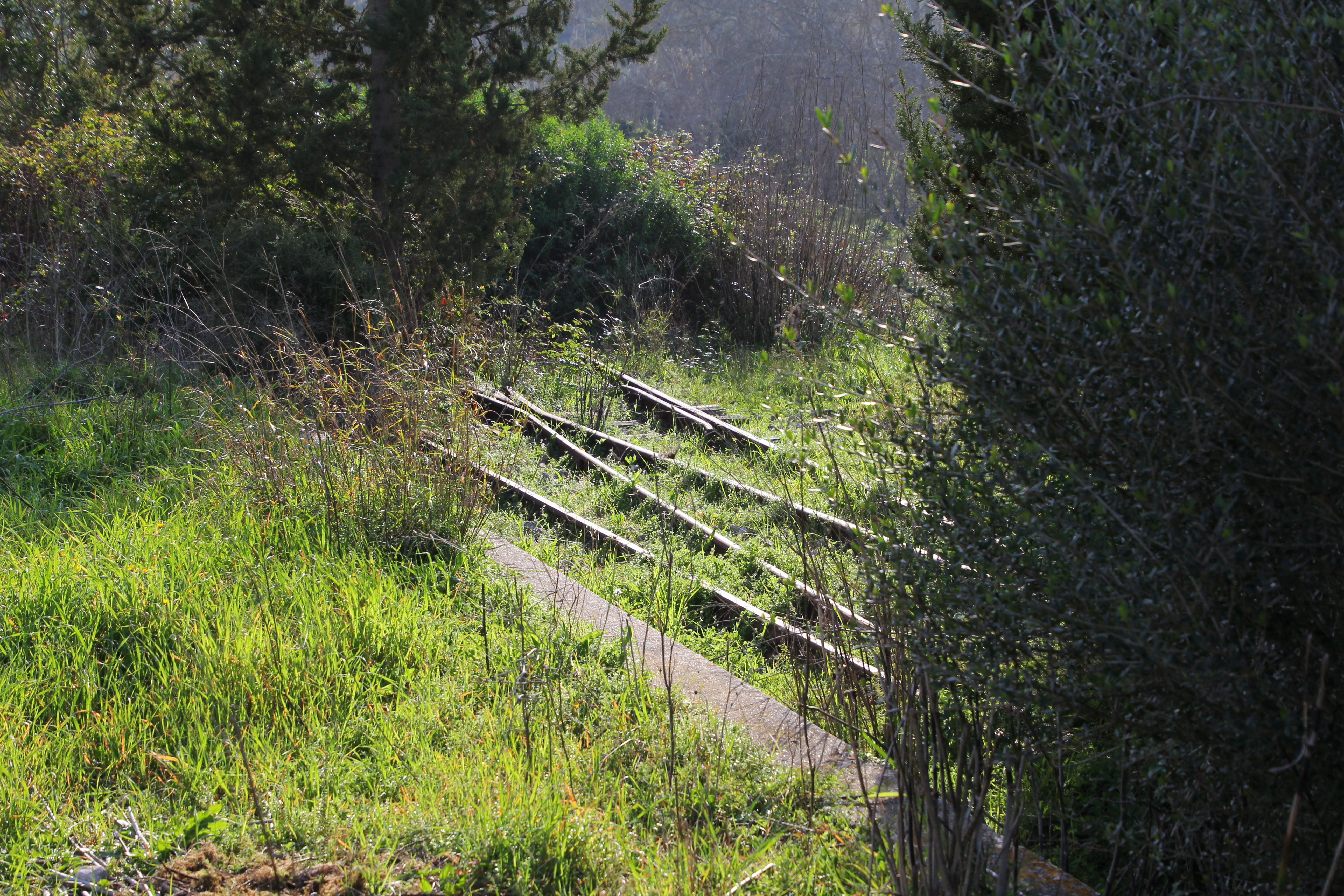
Resti di uno scambio tra i due binari della stazione

Della stazione dopo la dismissione permangono i soli resti del fabbricato viaggiatori, mentre dal punto di vista dell'infrastruttura ferroviaria è stata disarmata dopo l'attivazione della variante che ha aggirato lo scalo. Con l'impianto in attività erano presenti due binari (il primo di corsa ed il secondo di incrocio) a scartamento ridotto (950 mm) ognuno servito da una banchina (una nell'interbinario e l'altra a est del binario uno).
L'unico edificio dell'impianto era il fabbricato viaggiatori, in origine la casa cantoniera numero 7 della ferrovia: per questo motivo le linee della costruzione richiamano quelle degli altri caselli ferroviari presenti inizialmente lungo il tracciato, con un edificio a pianta rettangolare avente una singola luce sul lato binari e due piani di sviluppo più il tetto a falde. Nel caso di San Giorgio tuttavia venne aggiunta al corpo principale un'estensione con dei locali sul solo piano terra. Dopo la chiusura della stazione l'edificio è stato abbandonato e gli ingressi murati.

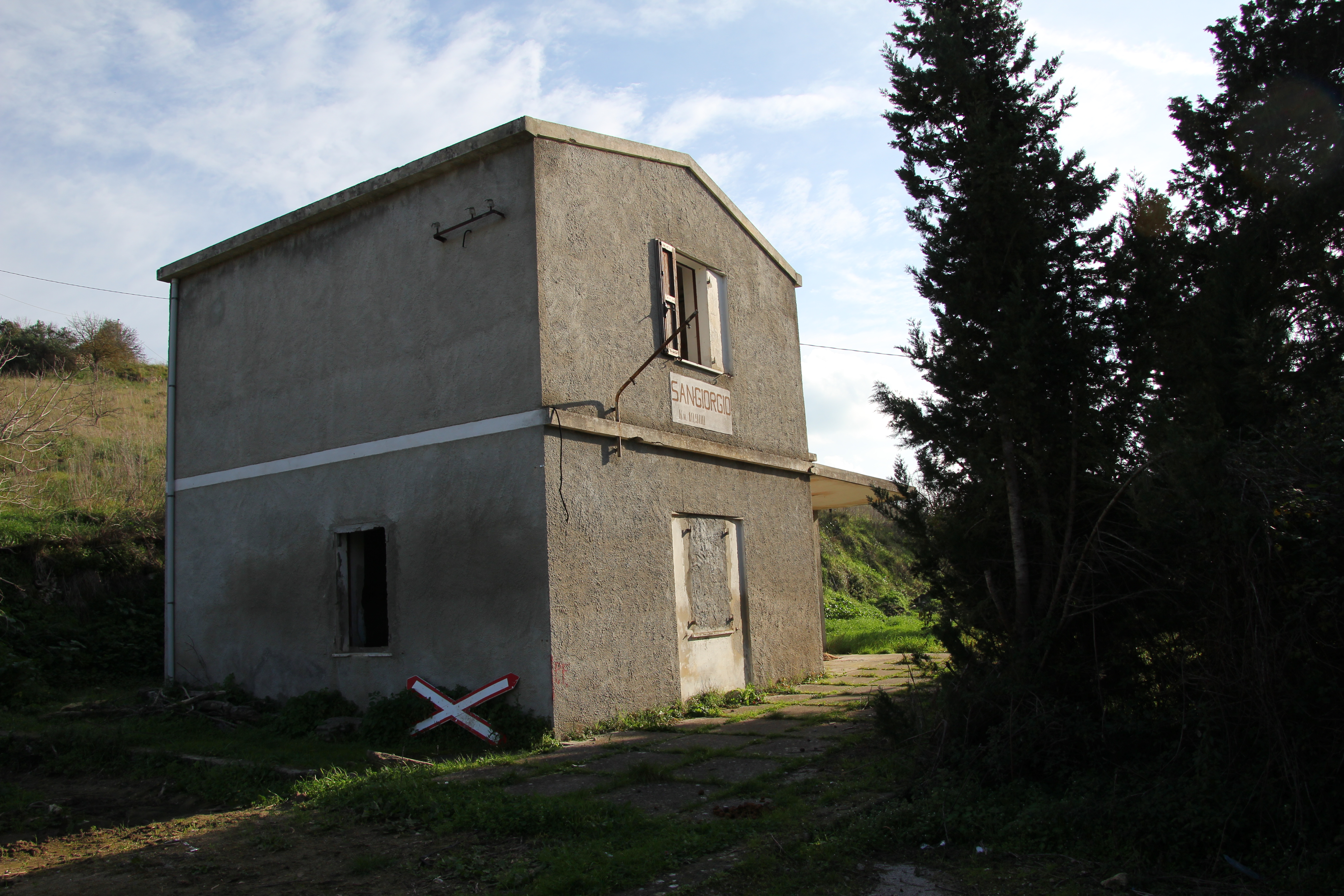
Il fabbricato viaggiatori, anch'esso dismesso dopo la chiusura dello scalo

La gestione del movimento veniva espletata localmente dal personale di stazione.

## Movimento
La stazione era servita dalle relazioni passeggeri che le varie amministrazioni che si sono avvicendate nella gestione dello scalo effettuavano lungo la Sassari-Alghero, aventi come destinazioni principali le due città capolinea ed Olmedo.

## Servizi
L'impianto era dotato di servizi igienici, ospitati nel fabbricato viaggiatori.
- Servizi igienici